# 列宁斯科耶农村居民点 (犹太自治州)
列宁斯科耶农村居民点（俄语：Ленинское сельское поселение）是俄罗斯联邦犹太自治州列宁斯科耶区所属的一个农村居民点。其下辖有7个居民点，行政中心为列宁斯科耶。据2016年统计，该农村居民点的人口为7718人。